# (14835) Holdridge
(14835) Holdridge est un astéroïde de la ceinture principale.

## Description
(14835) Holdridge est un astéroïde de la ceinture principale. Il fut découvert le 26 novembre 1987 à l'Observatoire Palomar par Carolyn S. Shoemaker et Eugene M. Shoemaker. Il présente une orbite caractérisée par un demi-grand axe de 2,35 UA, une excentricité de 0,28 et une inclinaison de 23,0° par rapport à l'écliptique.

## Compléments